# Liasa
En bioquímica, las liasas son enzimas reductasas que catalizan la ruptura de enlaces C-C, C-S, C-N y otros enlaces no peptídicos por otros medios distintos a la hidrólisis o la oxidación, reacciones que son realizadas por enzimas específicas llamadas hidrolasas y deshidrogenasas respectivamente. Se diferencian de otras enzimas en que los dos sustratos están involucrados en una dirección de reacción, pero solo una en la dirección contraria. Al actuar sobre el sustrato, una molécula es eliminada y esto genera, ya sea un nuevo doble enlace o un anillo nuevo.
Una peculiaridad de las liasa es que requieren de la participación de un solo sustrato para efectuar una reacción en un sentido y de dos para realizar la reacción contraria.

## Nomenclatura
El nombre sistemático se forma de acuerdo con el "sustrato grupo-liasa”. En los nombres comunes, se utilizan expresiones como descarboxilasa, aldolasa , etc . Por ejemplo, “Deshidratasa” se utiliza para aquellas enzimas que eliminan agua. En los casos en que la reacción inversa es la más importante, o el único que se puede demostrar, se deberá utilizar el nombre “sintasa”.

## Clasificación
Corresponden al EC 4 en la catalogación mediante números EC. Sus subclases son:

### EC 4.1Liasas Carbono-Carbono
Esta subclase incluye enzimas que rompen enlaces carbono-carbono como las descarboxilasas (EC 4.1.1), los aldehído-liasas catalizan la reversión de una condensación aldólica (CE 4.1.2), y los oxo-ácido-liasas, que catalizan la ruptura de un ácido 3-hidroxi (EC 4.1.3), o las reacciones inversas, permitiendo avance.

### EC 4.2Liasas Carbón-Oxígeno
Esta subclase incluye enzimas que rompen enlaces carbono-oxígeno como las hidro-liasas con la eliminación de agua (EC 4.2.1), las que actúan sobre polisacáridos con la eliminación de alcohol (CE 4.2.2), las que actúan sobre sustratos fosfatados con la eliminación de fosfato (CE 4.2.3) y algunas otras que se agrupan en la subclase (CE 4.2.99).

### EC 4.3Liasas Carbón-Nitrógeno
Esta subclase contiene las enzimas que liberan amoniaco o uno de sus derivados, con la formación de un doble enlace o un anillo. Algunas catalizan la eliminación real del amoniaco, amina o amida, por ejemplo:

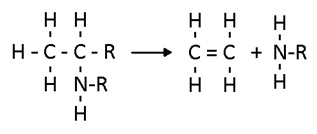
eliminación real del amoniaco, amina o amida

Otros, sin embargo, catalizan la eliminación de otro componente, por ejemplo, agua, que es seguido por las reacciones espontáneas que conducen a la rotura del enlace cianuro (CN), por ejemplo: como en CE 4.3.1.17 (L-serina amoníaco - liasa), de modo que la reacción global es:

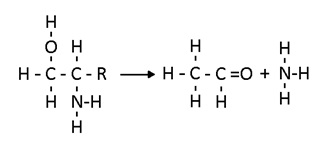
reacción global de la eliminación del amoniaco

Es decir, una eliminación con reordenamiento. 
Las subclases de EC 4.3 son:
EC 4.3.1 liasas de amoníaco
EC 4.3.2  liasas que actúan en amidas, amidinas , etc, 
EC 4.3.3  liasas de aminas 
EC 3.4.99 liasas que actúan sobre enlaces diferentes.

### EC 4.4Liasas Carbón-Azufre
Las enzimas eliminan ácido

### EC 4.5Liasas Carbón-Halogenuro
Esta subclase se estableció originalmente sobre la base de la enzima de eliminación de ácido clorhídrico (HCl) a partir de 1,1,1-tricloro-2,2-bis-etano (DDT).

### EC 4.6Liasas Fósforo(P)-Oxígeno(O)
Se incluyen los llamados “nucleotidil-guanilato”, sobre la base de que el difosfato se elimina del trifosfato de nucleósido. Solo existe una subclase (EC 4.6.1)

### EC 4.7: Liasas Carbón-Fósforo
Constituido únicamente por la α-D-ribosa 1-metilfosfonato 5-fosfato C-P-liasa (EC 4.7.1.1 )

### EC 4.99Otro Liasas
Una subclase de enzimas diversas.

## Importancia de los iones metálicos
Hoy en día se conoce que más de la tercera parte de las enzimas estudiadas contienen uno o varios metales con funciones específicas en los procesos metabólicos.
A continuación se presentara la lista de liasas que contienen, necesitan o manejan metales durante su proceso catalítico.

### Requieren sodio (Na+)
- EC 4.1.1.41 2
- EC 4.1.1.70  3
- EC 4.1.1.88  4
- EC 4.1.1.89 5

### Requieren sodio (Na+) y manganeso (Mn2+)
- EC 4.1.1.3

### Requieren manganeso (Mn2+)
- EC 4.1.1.2
- EC 4.1.3.39
- EC 4.1.3.43
- EC 4.1.3.46
- EC 4.1.99.20
- EC 4.2.3.20 podría ocuparse otro catión divalente.
- EC 4.2.3.52
- EC 4.2.3.100 el metal actúa como cofactor.

### Requieren manganeso (Mn2+) o magnesio (Mg2+)
- EC 4.1.2.43
- EC 4.2.1.113
- EC 4.2.3.9
- EC 4.2.3.24
- EC 4.2.3.25
- EC 4.2.3.26
- EC 4.2.3.27
- EC 4.2.3.38 los iones metálicos funcionan para neutralizar cargas.
- EC 4.2.3.40
- EC 4.2.3.101
- EC 4.2.3.102
- EC 4.2.3.113 Mn2+ menos efectivo.
- EC 4.2.3.114 Mn2+ menos efectivo.
- EC 4.2.3.115 Mn2+ menos efectivo.
- EC 4.2.3.116 Mn2+ menos efectivo.
- EC 4.2.3.119
- EC 4.2.3.120
- EC 4.2.3.121
- EC 4.6.1.12

### Requieren magnesio (Mg2+)
- EC 4.1.1.74
- EC 4.1.1.82 requiere magnesio y un catión divalente para activarla.
- EC 4.1.1.85
- EC 4.1.2.53
- EC 4.1.3.25
- EC 4.1.99.16
- EC 4.2.1.133
- EC 4.2.1.140
- EC 4.2.3.12
- EC 4.2.3.13
- EC 4.2.3.18
- EC 4.2.3.22
- EC 4.2.3.23
- EC 4.2.3.36 máxima actividad con magnesio pero puede ocupar Mn2+, Fe2+ o Co2+.
- EC 4.2.3.37
- EC 4.2.3.39
- EC 4.2.3.63
- EC 4.2.3.64
- EC 4.2.3.74
- EC 4.2.3.87
- EC 4.2.3.90
- EC 4.2.3.91
- EC 4.2.3.93
- EC 4.2.3.96
- EC 4.2.3.109
- EC 4.2.3.127
- EC 4.3.99.3
- EC 4.4.1.19

### Requieren cationes divalentes
- EC 4.1.1.75
- EC 4.1.1.92 Zn2+, Mn2+ o Mg2+.
- EC 4.1.2.40
- EC 4.1.2.42 Co2+, Ni2+, Mn2+ o Mg2+.
- EC 4.1.2.52 Co2+ o Mn2+.
- EC 4.1.3.14
- EC 4.1.3.17
- EC 4.1.3.41 Mg2+, Mn2+ o Co2+.
- EC 4.1.99.12 preferiblemente Mg2+.
- EC 4.2.1.44 Co2+ o Mn2+.
- EC 4.2.1.81 Fe2+ o Mn2+.
- EC 4.2.1.111 Ca2+, Mg2+ o cationes monovalentes (Na+).
- EC 4.2.1.118 preferiblemente Mn2+.
- EC 4.2.3.31 Co2+, Mg2+, Zn2+ o Ni2+.
- EC 4.2.3.77 Mn2+, Ni2+ o Co2+.
- EC 4.2.3.108 Mn2+ o Zn2+. Mg2+ menos efectivo.
- EC 4.3.1.16 Mn2+, Mg2+ o Ca2+.
- EC 4.3.1.20 Mn2+, Mg2+ o Ca2+.
- EC 4.3.1.27 Mn2+, Co2+ o Ni2+.
- EC 4.6.1.15 Mn2+ o Co2+
- EC 4.99.1.7 Fe2+ o Sn2+. La enzima se inhibe con Cu+, Cu2+, Ag+ o Hg+.

### Contienen el cluster [4Fe-4S] en su estructura
- EC 4.1.3.44 contiene 2 cluster.
- EC 4.1.99.14
- EC 4.1.99.17
- EC 4.1.99.18
- EC 4.1.99.19
- EC 4.2.1.3
- EC 4.2.1.33 cluster hierro-azufre (sin datos de la estructura).
- EC 4.2.1.36
- EC 4.2.1.112
- EC 4.2.1.114
- EC 4.2.1.120
- EC 4.3.1.30
- EC 4.7.1.1
- EC 4.2.1.117 proteína hierro-azufre.

### Contienen zinc en su estructura
- EC 4.1.2.13
- EC 4.1.2.46
- EC 4.2.1.1
- EC 4.2.1.24 zinc en el sitio activo y Zn2+, Mg2+, K+ y Na+ como cofactores.
- EC 4.4.1.23
- EC 4.4.1.27

### Requieren potasio (K+)
- EC 4.1.99.1
- EC 4.2.3.15 requiere Mn2+ y K+.
- EC 4.2.3.16 requiere Mn2+ y K+.

### Requieren hierro (Fe2+)
- EC 4.2.1.32
- EC 4.2.1.35
- EC 4.2.1.85
- EC 4.4.1.21
- EC 4.4.1.24
- EC 4.99.1.1
- EC 4.99.1.8

### Requiere cobalto (Co2+)
- EC 4.2.3.4
- EC 4.2.3.124

### Requiere calcio (Ca2+)
- EC 4.3.3.1
- EC 4.99.1.5

### Actúan sobre metales
- EC 4.3.99.2 bombea sodio fuera de la célula.
- EC 4.99.1.2 actúa sobre alquilmercurio y arilmercurio.